# 1155

## Догађаји
- 18. април – Опсада Тортоне: Немачке снаге заузимају тврђаву Тортоне (након двомесечне опсаде). Град је сравњен са земљом, укључујући и гробове.
- 18. јун – Краља Фридриха I Барбаросу крунише папа Хадријан IV за цара Светог римског царства у базилици Светог Петра у Риму.
- Арнолда од Бреше Хадријан IV прогони и приморава на бекство. Царске снаге га хапсе, бесе га, а његово тело спаљују на ломачи у Риму.
- Град Бари се диже побуну против краља Вилијама I (Лошег) са Сицилије и признаје византијског цара, Манојла I Комнина, за свог господара.
- Велики кнез Андреј Богољубски доноси икону Владимирску Богородицу у Владимир-Суздаљ.
- Пролеће – Краљ Хенри II поправља Вестминстерску палату (коју су тешко оштетиле Стивенове присталице током Анархије). Томас Бекет, надбискуп Кентерберијски, добија задатак да поправи зграде.
- Хенри II покорава енглеске племиће који су постали превише моћни током грађанског рата. Осваја замак Бриџнорт и замак Скарборо. Граду Бристол додељујекраљевску повељу, а град је подељен између Глостершира и Сомерсета (до 1373).
- 22. август – Шеснаестогодишњи цар Коное умире након 14-годишње владавине. Наследио га је брат Го-Ширакава као 77. цар Јапана.
- Тврђаву Џајсалмер, која се налази у индијској држави Раџастан, изградио је раџпутски владар Равал Џајсал.
- План за освајање Ирске одобрио је Хадријан IV папском булом. Она даје Хенрију II власт над Ирском, али ирски краљеви пружају отпор енглеској владавини.